# Cenangiaceae
Cenangiaceae Rehm – rodzina grzybów z rzędu tocznikowców (Helotiales).

## Charakterystyka
Saprotrofy. Owocniki typu apotecjum, siedzące lub z krótkim, kopułkowatym lub krążkowatym trzonkiem. Zewnętrzna powierzchnia apotecjum zbudowana z kanciasto-kulistych komórek, wewnętrzna z komórek o misternej teksturze. Wstawki nitkowate, septowane, hialinowe i lekko nabrzmiałe na wierzchołkach. Worki 8-zarodnikowe, cylindryczno-maczugowate, amyloidalne, czasami powstające z pastorałek. Askospory prawie kuliste, elipsoidalne lub wrzecionowate, 0–2-przegrodowe, hialinowe. Konidiogeneza fialidowa.

## Systematyka
Pozycja w klasyfikacji według Index Fungorum:
Cenangiaceae, Helotiales, Leotiomycetidae, Leotiomycetes, Pezizomycotina, Ascomycota, Fungi.
Według aktualizowanej klasyfikacji Index Fungorum bazującej na Dictionary of the Fungi (bez przypisów), oraz najnowsze badania filogenetyczne(z przypisem) do rodziny tej należą rodzaje:
- Cenangiopsis Velen. 1947
- Cenangium Fr. 1818
- Chlorencoelia J.R. Dixon 1975
- Crumenulopsis J.W. Groves 1969
- Digitosporium Gremmen 1953
- Encoelia (Fr.) P. Karst. 1871
- Fabrella Kirschst. 1941
- Heyderia Link 1833
- Mycosphaerangium Verkley 1999[4]
- Neomelanconium Petr. 1940[4]
- Rhabdocline Syd. 1922
- Rhabdogloeum Syd. 1922
- Sarcotrochila Höhn. 1917
- Trochila Fr. 1849
- Velutarina Korf 1971